# Calais (Vermont)
Calais es un pueblo ubicado en el condado de Washington en el estado estadounidense de Vermont. En el año 2010 tenía una población de 1,607 habitantes y una densidad poblacional de 16 personas por km².

## Geografía
Calais se encuentra ubicado en las coordenadas 44°21′48″N 72°27′59″O / 44.36333, -72.46639.

## Demografía
Según la Oficina del Censo en 2000 los ingresos medios por hogar en la localidad eran de $46,083 y los ingresos medios por familia eran $49,107. Los hombres tenían unos ingresos medios de $33,000 frente a los $27,917 para las mujeres. La renta per cápita para la localidad era de $20,722. Alrededor del 6.5% de la población estaban por debajo del umbral de pobreza.